# Славск
Славск (на руски: Славск) е град в Русия, административен център на Славски район, Калининградска област. Населението на града към 1 януари 2018 е 4074 души.